# Grešnik
Grešnik (hrvatski: Griješnik) prvi je roman u trilogiji Vreme zla srpskog književnika Dobrice Ćosića, objavljen 1985.

## O djelu
Roman obrađuje razdoblje od završetka Prvog svjetskog rata do početka Drugog, točnije do Beogradskog Gran Prixa-a, čije je odvijanje Ćosić detaljno opisao.
Glavni je junak Ivan Katić, „griješni” saputnik komunista koji doživljava životni sunovrat jer im se 1936. zamjerio. Proglašen za buržoja i trockistu, biva odbačen od „drugova” i poslije rata, kad je dospio na robiju, a na slobodi dolazi u sukob s obitelji koja se raspada.
Roman je ispričan iz perspektiva više junaka, prije svega Ivana Katića, sina republikanca Vukašina Katića, odnosno, unuka Aćima Katića, seoskog radikala. Ostali junaci ovog romana su: Ivanov otac, Vukašin, njegova sestra Milena, njezin sin Vladimir, njihov dalji rođak Najdan, kao i ruski komunista hercegovačkog podrijetla Petar Bajević.

## Vanjske poveznice
- Grešnik